# Bataille entre le Sydney et le Kormoran
Seconde Guerre mondiale
Batailles
- Action du 27 février 1941
- Action du 8 mai 1941
- Bataille entre le Sydney et le Kormoran
- Raids japonais de 1942
- Occupation japonaise des îles Andaman
- (Massacre de Homfreyganj)
- Bataille de l'île Christmas
- Raid sur Ceylan (Raid du dimanche de Pâques)
- Mutinerie des îles Cocos
- Bataille de Madagascar
- Ralliement de La Réunion
- Opération Creek
- Groupe Monsun
- Action du 13 novembre 1943
- Action du 11 janvier 1944
- Action du 14 février 1944
- Raid japonais de 1944
- Action du 17 juillet 1944

- 1940
- 1941
- 1942
- 1943
- 1944
- 1945

Batailles et opérations de la guerre du Pacifique

Japon :
- Raid de Doolittle
- Bombardements stratégiques sur le Japon (Tokyo
- Yokosuka
- Kure
- Hiroshima et Nagasaki)
- Raids aériens japonais des îles Mariannes
- Campagne des archipels Ogasawara et Ryūkyū
- Opération Famine
- Bombardements navals alliés sur le Japon
- Baie de Sagami
- Invasion de Sakhaline
- Invasion des îles Kouriles
- Opération Downfall
- Reddition du Japon

Pacifique central :
- Pearl Harbor
- Guam (1941)
- Wake
- Raid sur les îles Gilbert et Marshall
- Opération K
- Midway
- Opération RY
- Campagne des îles Gilbert et Marshall
- Campagne des îles Mariannes et Palaos
- Campagne des archipels Ogasawara et Ryūkyū
- Opération Inmate

Pacifique du sud-ouest :
- Nauru
- Invasion des Philippines (1941-42)
- Invasion des Indes orientales néerlandaises
- Opérations de l'Axe dans les eaux australiennes
- Raids aériens japonais sur l'Australie (1942-43)
- Opération Ke
- Campagne des îles Salomon
- Campagne de Nouvelle-Guinée
- Campagne des Philippines
- Campagne de Bornéo (1945)

Asie du sud-est :
- Invasion de l'Indochine (1940)
- Océan Indien (1940-45)
- Guerre franco-thaïlandaise
- Invasion de la Thaïlande
- Campagne de Malaisie
- Hong Kong
- Singapour
- Campagne de Birmanie
- Opération Kita
- Indochine (1945)
- Détroit de Malacca
- Opération Jurist
- Opération Tiderace
- Opération Zipper
- Bombardements stratégiques (1944-45)

Guerre sino-japonaise
Front d'Europe de l’Ouest
Front d'Europe de l’Est
Bataille de l'Atlantique
Campagnes d'Afrique, du Moyen-Orient et de Méditerranée
Théâtre américain
Le croiseur léger australien Sydney et le croiseur auxiliaire allemand Kormoran se sont affrontés dans l'océan Indien, au large de l'Australie-Occidentale le 19 novembre 1941. Les deux navires se sont gravement endommagés l'un l'autre et le Sydney a disparu avec l'ensemble de ses 645 membres d'équipage. Cela en fait le plus grand navire de l'ensemble des pays alliés perdu avec tout son équipage pendant la Seconde Guerre mondiale. Le Kormoran a été sabordé par son équipage, dont la plupart des membres ont été sauvés et ont été faits prisonniers de guerre.
Les causes de la bataille et du naufrage du Sydney restent controversées. La perte du Sydney a causé un choc et beaucoup d'incrédulité en Australie car c'était l'un des plus célèbres navires de la Royal Australian Navy (RAN) et il a été coulé par un cargo converti en croiseur. Les seuls témoins oculaires de la bataille ont été les membres de l'équipage du Kormoran mais comme les deux navires se sont écartés après la bataille, les raisons exactes du naufrage du Sydney restent inconnues.
En mars 2008, les épaves du Kormoran et du Sydney ont été retrouvées après de longues recherches. Les deux navires se trouvent à environ 200 kilomètres au large de la Pointe Escarpée, à une profondeur d'environ 2 500 mètres et à environ 12 milles nautiques (22 km) l'un de l'autre,

## Les navires
Le Sydney a été lancé le 22 septembre 1934, aux chantiers navals Swan Hunter et Wigham Richardson Ltd, à Wallsend, en Angleterre. C'était un croiseur léger modifié de la classe Leander de 6 830 tonnes, commandé par la Royal Australian Navy (RAN) en 1935. Son armement comprenait huit canons jumelés de 152 mm et quatre canons de 102 mm montés séparément. Extérieurement, la modification la plus notable du Sydney par rapport à la conception originale des Leander est le remplacement de la cheminée unique par deux cheminées beaucoup plus étroites et plus hautes. Le Sydney était facilement différenciable des autres navires du même type par la présence d'un longeron en avant de la passerelle et par son unique ouverture pour les canons de 102 mm située au milieu du navire. Il possédait également un hydravion Supermarine Walrus (qui avait remplacé un Supermarine Seagull (en)), piloté par des membres de l'escadrille no 9 de la Royal Australian Air Force.
En 1940, le Sydney a été crédité d'avoir coulé un croiseur moderne italien au cours de la bataille du cap Spada et deux destroyers italiens dans d'autres engagements. Après son retour de Méditerranée, le commandement du Sydney est passé du célèbre commandant John Collins au relativement inexpérimenté commandant Joseph Burnett.
Le Kormoran était un cargo que la Kriegsmarine (marine allemande) avait transformé en navire de guerre déguisé en navire de commerce. Il était sous les ordres du Fregattenkapitän (commandant) Theodor Detmers. Le navire allemand simulait le cargo néerlandais Malakka Straat. Bien que dépourvu d'un blindage de protection et sans la vitesse d'une véritable navire de guerre, le Kormoran avait des armes dissimulées, dont six canons de 150 mm SK L/45 et des lance-torpilles. Il était en service depuis un peu plus d'un an et avait coulé dix navires marchands dans l'Atlantique Sud, l'océan Indien et le Pacifique Sud.

## Navigation des deux navires jusqu’à l’engagement
Le 16 octobre, après avoir mené des actions couronnées de succès contre des navires marchands alliés dans le nord de l'océan Indien, le Kormoran rejoignit le navire de ravitaillement de la Kriegsmarine, le Kulmerland pour se réapprovisionner en carburant et en ravitaillement ainsi que pour déposer des prisonniers et cinq membres d'équipage exigeant des soins médicaux en un lieu prédésigné au large du cap Leeuwin, au sud ouest de l'Australie. Les deux navires voyagèrent de concert vers le nord-ouest jusqu'au 25 octobre. Detmers voulait poser des mines au large de Fremantle. Toutefois, alors que le Kormoran se dirigeait vers l'Australie, il reçut un avertissement de la radio de guerre allemande l'avertissant de l'approche d'un convoi, escorté par le croiseur lourd britannique Cornwall (qui avait coulé en mai un autre croiseur auxiliaire allemand, le Pinguin). Detmers prit des mesures d'évitement, changeant de cap vers le nord, avant de s'approcher de nouveau de la côte près de la baie Shark.
Le 5 novembre, à Albany, au sud-ouest de l'Australie, le Sydney commença à escorter le navire de transport de troupes le Zealandia qui se dirigeait vers Singapour. Le Sydney et le Zealandia étaient arrivés à Fremantle le 9 novembre. Ils furent retardés par une grève à bord du Zealandia et ne purent quitter Fremantle avant le 11 novembre. Ils atteignirent le détroit de la Sonde le 17 novembre et le Sydney confia l'escorte du Zealandia au Durban avant de retourner à Fremantle. Le Sydney avait prévu d'y arriver dans l'après-midi ou dans la soirée du 20 novembre.
Selon les récits des membres d'équipage du Kormoran, leur navire se trouvait au large de l'île Dirk Hartog et se dirigeait vers le nord lorsqu'il fut repéré par le Sydney, à environ 16 heures, le 19 novembre. Les deux navires étaient distants d'environ 20 kilomètres (11 milles nautiques). Le pseudo-cargo néerlandais ignora les signaux envoyés par le Sydney et se dirigea vers la haute-mer, suivi par le navire australien. Detmers ordonna l'envoi de signaux radio, signalant que le cargo néerlandais Straat Malakka était suivi par un navire inconnu. Le Kormoran avait des problèmes de moteur et ne pouvait faire plus de 14 nœuds (26 km/h). Les deux navires entreprirent d'échanger des signaux visuels. Le Kormoran envoya une série de signaux délibérément confus et mal affichés pendant 90 minutes alors que le Sydney se rapprochait du Kormoran.
Detmers maintint la comédie aussi longtemps que possible pour tirer pleinement avantage de l'effet de surprise. Il savait que sa meilleure chance était dans une bataille à distance rapprochée où les avantages du Sydney en matière d'armement, système de contrôle de tir et armure de protection seraient les moindres. Burnett exigea finalement que le Kormoran lui livre un code secret, alors que le Sydney s'était approché à environ 1 000 mètres du Kormoran. Selon Detmers, le Sydney était encore en arrière du Kormoran, avec une route parallèle à la sienne et n'était pas préparé au combat. Il pouvait « voir les hommes de cuisine, dans leur blouse blanche alignés le long du bastingage pour voir de près le navire hollandais ».

## La bataille

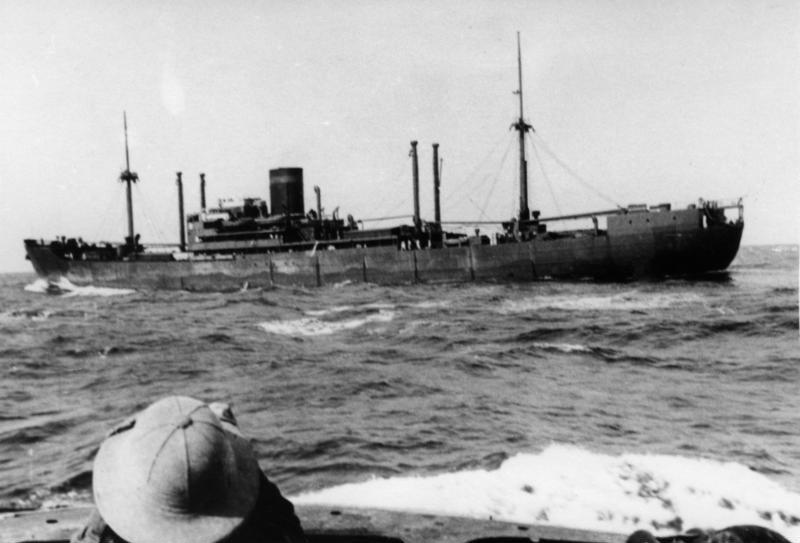
Le croiseur auxiliaire Kormoran

Detmers conclut qu'il n'avait pas d'autre choix que le combat et ordonna que le pavillon néerlandais soit amené et que celui de la marine allemande soit hissé. Les armes entrèrent en action vers 17 heures 30. Selon l'équipage du Kormoran, le navire de guerre australien n'était pas pleinement préparé au combat - ses canons de 150 mm étaient bien pointés sur lui - mais les canons de 102 mm n'avaient pas leurs servants.
La première salve des canons allemands de 150 mm fut trop courte mais simultanément les salves de canons de 37 mm et de 20 mm tombèrent directement sur le pont du Sydney, la tour de commande des tirs et d'autres parties des superstructures. Les canons de 150 mm tirèrent avec succès leur deuxième salve. La précision des canonniers allemands, dans les premières minutes de la bataille, tua probablement de nombreux marins du Sydney et/ou détruisit son système de contrôle de tir, ce qui empêcha les canonniers de tirer avec précision. L'hydravion à bord du Sydney fut également frappé et son carburant provoqua un incendie majeur au milieu du navire.
Certaines tourelles du Sydney répliquèrent alors aux tirs. Selon les Allemands, les premiers coups du Sydney semblèrent être une « salve d'essai » : une norme technique de ciblage où des obus sont tirés de chaque côté de la cible. Le Sydney subit des tirs qui mirent hors service ses tourelles avant (« A » et « B »), ne laissant que les tourelles arrière (« X » et « Y ») opérationnelles. L'équipage du Kormoran indiqua que la tourelle « X » ouvrit un feu rapide et précis, frappant le Kormoran au niveau de sa cheminée et de sa salle des machines, tuant presque tous les mécaniciens et provoquant un incendie majeur. La tourelle « Y » aurait tiré deux ou trois salves qui auraient raté leur cible. Le Sydney fut également touché à l'avant par au moins une torpille à environ 20 mètres de la proue du côté bâbord.
Le Sydney se dirigea alors directement sur le Kormoran, amenant les Allemands à penser qu'il allait les couler. Toutefois, il effectua un virage à 180 degrés, apparemment dans le but d'utiliser ses torpilles tribord. À 17 h 45, quatre torpilles furent tirées mais elles se contentèrent de passer derrière le Kormoran. À ce moment-là, les moteurs du navire étaient déjà en panne.
Malheureusement, le Sydney était maintenant exposé aux tirs intenses du Kormoran, cette fois sur son côté tribord. Le volume des tirs qu'il avait subis des deux côtés de sa superstructure et les incendies qui avaient suivi avaient détruit certaines embarcations de sauvetage et autres radeaux. Seuls cinq des neuf canots de sauvetage ont été retrouvés avec son épave. Le Sydney avait été frappé au moins 87 fois par les canons de 150 mm du Kormoran.
Le navire australien tira une dernière torpille à 18 h 00 avant de quitter les lieux vers le sud. Les canonniers allemands continuèrent de tirer sur lui jusqu'à 18 h 25, quand Detmers donna l'ordre d'abandonner le navire. L'ordre fut donné en raison d'incendies qui faisaient rage sur le navire allemand et étaient devenus hors de contrôle après avoir atteint un magasin d'huile. À ce moment-là, le système de commande de tir avait également été détruit sur le Kormoran.

## Les deux navires coulent
Les Allemands déclarèrent avoir vu le navire en feu à l'horizon jusqu'à 22 h ce soir-là et vu des flammes encore de temps en temps, deux heures plus tard. Quelque temps après le navire australien disparut de leur vue, les Allemands entendirent plusieurs fortes explosions, et pensèrent - peut-être à tort - que le feu avait atteint les soutes à munitions du Sydney. Toutefois, l'examen de l'épave suggère que la cause de son naufrage a été la torpille qui l'avait frappé au niveau de sa proue et qui avait provoqué une déchirure dans sa coque, dans une mer agitée. Aucune des 645 personnes à bord n'a été retrouvée morte ou vive (à l'exception possible d'un corps non identifié retrouvé plus tard au large de l'île Christmas).
Les tirs reçus lors de la bataille avaient provoqué un incendie incontrôlable dans la salle des machines du Kormoran, qui avait rendu les équipements de lutte contre les incendies hors d'usage. Il y avait 20 morts et le feu s'approchait de la zone de stockage des mines. Detmers choisit de saborder le navire et des charges explosives furent placées aux points stratégiques et les survivants prirent place à bord d'embarcations de sauvetage, Detmers étant le dernier à quitter le navire. Le processus d'abandon du navire a pris plusieurs heures, avec la mise en place des moyens de sabordage et les canots de sauvetage laborieusement treuillés des cales à la main pour fournir suffisamment de capacité pour l'ensemble de l'équipage. 40 autres Allemands, pour la plupart des blessés, ont perdu la vie quand un canot chavira dans la houle. Peu après minuit, les charges explosèrent, suivies 25 minutes plus tard par les mines. L'ensemble de la poupe et la section centrale du navire était en proie à un feu gigantesque avec des flammes qui montaient à 300 mètres dans le ciel de la nuit alors que le Kormoran coulait par l'arrière.

## Survivants
Detmers, environ 320 marins allemands et trois civils chinois travaillant à la blanchisserie ont été sauvés grâce aux canots de sauvetage par les navires marchands Aquitania, Trocas, Koolinda, Centaur et le navire australien de lutte anti-sous-marine Yandra. Un peu plus tard, deux embarcations de sauvetage touchèrent terre au nord de Carnarvon.
Presque tous les Allemands ont passé le reste de la guerre au camp de prisonniers de guerre près de Tatura, au Victoria ; ils n'ont été libérés qu'en janvier 1947.